# غرب‌زدگی (کتاب)
غرب‌زدگی کتابی نوشتهٔ جلال آل احمد پیرامون موضوع غربزدگی که در سال ۱۳۴۰ نگارش آن به پایان رسید و در مهرماه سال ۱۳۴۱ انتشار یافت. نسخهٔ کامل‌تری از کتاب در سال ۱۳۴۲ آمادهٔ چاپ بود، اما در زیر چاپ توقیف شد.

## محتوای کتاب
کتاب با طعنه‌های تند به غربزدگی شروع می‌شود و آدم غرب‌زده را مورد تمسخر قرار می‌دهد اینکه او «قرتی است، زن صفت است به خودش خیلی می‌رسد و به سر و پُزش خیلی ورمی‌رود و حتی گاهی زیر ابرو برمی‌دارد.» سپس به غرب می‌تازد که دیو پلیدی به نام «ماشین» را روانه دنیا کرده است که شرق را ویران می‌کند. وارد اقتصاد و هنر و ادبیات می‌شود و می‌گوید غرب یعنی «همهٔ ممالکی که قادرند به کمک ماشین، موّاد خام را به صورت پیچیده‌تری درآورند و همچون کالایی به بازار عرضه کنند و این موّاد خام، فقط سنگ آهن نیست، یا نفت، یا روده، یا پنبه و کتیرا. اساطیر هم هست، اصول عقاید هم هست، موسیقی هم هست، عوالم عُلوی هم هست.» و در جای دیگر می‌گوید «غرب، یعنی ممالک سیر؛ و شرق، یعنی ممالک گرسنه.» او در کتاب یک روایت تاریخی را نیز جلو می‌برد که غرب حیله‌گر که همیشه می‌خواسته شرق را نابود کند. او تمدن اسلامی را شرق می‌داند که در برابر توطئه غرب مسیحی قرار دارد. رنسانس را نتیجه برخورد غرب با تمدن اسلام در جنگ‌های صلیبی می‌داند که باعث گرفتن علم از مسلمین شد. غرب که زمانی از اندلس تا دروازه وین خود را در محاصره اسلام دیده دست بکار شده و خنجر را از پشت به جهان اسلام زده. یکی از این خنجرها را صفویه می‌داند که به همکاری غرب از پشت سر به خلافت عثمانی ضربه زد. او ظهور صفویه و اختلاف با عثمانی را زیر سر غرب دانسته و تنها سد مقابل غرب زدگی را اسلام خاورمیانه می‌داند.

## نمونه ای از متن
غرب‌زدگی می‌گویم همچون وبازدگی. و اگر به مذاق خوش آیند نیست بگوییم همچون گرمازدگی یا سرمازدگی؛ امّا نه. دست‌کم چیزی است در حدود سن‌زدگی. دیده‌اید که گندم را چه‌طور می‌پوساند؟ از درون. پوستهٔ سالم برجاست؛ امّا فقط پوست است، عین همان پوستی که از پروانه‌ای بر درختی مانده.— غرب‌زدگی. ص. ۱۳.
آدم غرب‌زده، هُرهُری مذهب است. به هیچ چیز اعتقاد ندارد؛ امّا به هیچ چیز هم بی اعتقاد نیست. یک آدم التقاطی است؛ نان به نرخ روزخور است همه چیز برایش علی السویّه است؛ خودش باشد و خرش از پل بگذرد، دیگر بود و نبود پل هیچ است. نه ایمانی دارد، نه مسلکی، نه مرامی، نه اعتقادی، نه به خدا یا به بشریّت؛ نه در بند تحوّل اجتماعی است و نه در بند مذهب و لامذهبی؛ حتّی لامذهب هم نیست، هُرهُری است. گاهی به مسجد هم می‌رود، همان‌طور که به کلوپ می‌رود، یا به سینما؛ امّا همه‌جا فقط تماشاچی است. درست مثل این‌که به تماشای بازی فوتبال رفته؛ همیشه کنار گود است. هیچ وقت از خودش مایه نمی‌گذارد. حتّی به اندازهٔ نم اشکی، در مرگ دوستی، یا توجّهی در زیارتگاهی، یا تفکّری در ساعات تنهایی و اصلاً به تنهایی عادت ندارد، از تنها ماندن می‌گریزد و اصلاً چون از خودش محشت دارد، همیشه در همه جا هست؛ البتّه رأی هم می‌دهد. اگر رأیی باشد – و به خصوص اگر رأی دادن مد باشد – امّا به کسی که امید جلب منفعت بیش‌تری به او می‌رود، هیچ وقت از او فریادی یا اعتراضی یا امّایی یا چون و چرایی نمی‌شنوی. سنگین و رنگین و با طمأنینه‌ای در کلام، همه چیز را توجیه می‌کند و خودش را خوشبین جا می‌زند.— غرب‌زدگی. ص. ۱۲۰–۱۲۱.

## نظرات
صادق زیباکلام این کتاب را حاصل جلساتی می‌داند که دست‌اندرکاران دولتی حکومت پهلوی ترتیب داده بودند. او می‌افزاید: جلال آل احمد با گردآوری گزارش جلسات «شورای فرهنگ» جزوه‌ای با عنوان غرب‌زدگی آماده و در ۱۰۰۰ نسخه به چاپ رساند.
احمد شاملو آن را یاوه می‌خواند.
داریوش آشوری در سال ۱۳۴۷ در نقد غرب زدگی آل احمد، به دفاع از مفهوم غرب زدگی پرداخت و گفت: "انسان غرب زده انسان "متمدن غربی" نیست بلکه کاریکاتوری است از شیوه زندگی و کردار غربی. خصوصیت اصلی او گریز از خود و دلخوش بودن به این است که شبیه چیزی باشد که به گمان او الگوی "متعالی" و "مترقی" و "متمدن" بودن است. او سازنده نیست فقط منعکس می‌کند. جامعه امروز ما… به این درد تاریخی مبتلا است و آن قدر مبتلاست که دیگر آن را احساس نمی‌کند" آشوری جسارت جلال در نقد واقعیات ملموس را ارزشمند می‌داند ولی دلایل اقتصادی و تاریخی او را بیراه ارزیابی می‌کند و انذار می‌دهد: «آخر روحانیت چگونه سدی بسازد در برابر تمدن و فرهنگ غرب، لابد توقع داشتی از زیر قبای تحجر قرون وسطایی، تالی دکارت و اسپینوزا و هگل و نیوتن بیرون بیاید… آخر این گروه از همه دیرتر با تحولات آشنا می‌شوند و تطابق می‌کنند و در ادراک زمانه از همه کند ترند.» او مطرح کردن ماجرای اعدام شیخ فضل‌الله توسط جلال (جلال بر دار رفتن شیخ فضل‌الله نوری را آغاز استیلای غرب بر ایران خوانده بود) را نشانه لجاجتِ او می‌داند که برای فرار از غرب به دامن تحجر و ارتجاع می‌گریزد. آشوری می‌گفت: "استنباط من از این کلمه یک سیر تاریخی است که در آن در زیر فشار یک فرهنگ و تمدن مسلط گروه کثیری از اقوام و ملت‌ها (از جمله ملت ما) خصوصیت انسانی خود را از دست می‌دهند و به شیئی تبدیل می‌شوند. این سیر بدین صورت اتفاق می‌افتد که انبوهی از فرهنگ‌های متنوع و زنده که هر یک برای خود حوزه‌ای داشتند، یک باره از نیروی حیات و خلاقیت تهی می‌شوند… مسئله رابطه فرهنگ غربی و فرهنگ‌های دیگر این نبود که فرهنگی "مترقی" و "پیشرو" فرهنگ‌های متحجر و کهنه شده را از میدان به در کرده و خود جای آن‌ها را گرفت، بلکه مسئله این است که آن فرهنگ به مدد افزارهای تکنیکی خود فرهنگ‌های دیگر و انسانیت متعلق به آن‌ها را در زیر سنگینی خود خرد کرده و آن‌ها را تابعی از متغیر خود ساخت و همان طور که سارتر می‌گوید انسان‌ها را به دو دسته "انسان متمدن" و "بومی" تقسیم کرد. آن چه که تسلط فرهنگ غربی در مردم دیگر القا کرد عقده حقارت و ترس و احساس بیگانگی با خود و بیزاری از خود بود و این‌ها پایه‌های روانی آن حالت مرضی است که "غرب زدگی" نامیده می‌شود"